# David Hand (nhà thống kê)
David John Hand OBE FBA (sinh ngày 30 tháng 6 năm 1950 tại Peterborough) là một nhà thống kê người Anh. Lợi ích nghiên cứu của ông bao gồm thống kê đa biến, phương pháp phân loại, nhận dạng mẫu, thống kê tính toán và nền tảng của thống kê. Ông đã viết sách về tài chính, đo lường và tính toán trong thống kê, cũng như là tác giả của Very Short Introductions về thống kê.
Hand là giáo sư thống kê tại Đại học Mở từ năm 1988 đến 1999, khi ông chuyển đến Imperial College London. Ông đã được Hiệp hội Thống kê Hoàng gia trao tặng Huy chương Guy in Silver năm 2002 và giữ chức chủ tịch của nó vào năm 2008-2009, sau đó một lần nữa từ năm 2010 sau khi Bernard Silverman từ chức. Ông được bầu làm thành viên của Học viện Anh năm 2003.
Cuốn sách của Hand "Nguyên tắc khả thi: Tại sao sự trùng hợp, phép lạ và sự kiện hiếm xảy ra mỗi ngày "được xuất bản bởi Science American vào tháng 2 năm 2014.
Hand được bổ nhiệm làm sĩ quan Đế chế Anh (OBE) trong New Year Honours 2013 cho các dịch vụ nghiên cứu và đổi mới.